# Campionati del mondo di ciclismo su pista 2018 - Keirin femminile
La prova di keirin femminile ai Campionati del mondo di ciclismo su pista 2018 si è svolta il 4 marzo 2018.

## Risultati
Nota: DNF ritirata, DSQ squalificata, OVL sorpassata, REL relegata ai ripescaggi

### Primo turno
Si qualificano per il secondo turno le prime due di ogni batteria, le altre si qualificano per i ripescaggi.

#### Batteria 1
| Posizione | Atleta            | Nazione       | Gap    | Note |
| --------- | ----------------- | ------------- | ------ | ---- |
| 1         | Kristina Vogel    | Germania      |        | Q    |
| 2         | Lee Hye-jin       | Corea del Sud | +0.252 | Q    |
| 3         | Anastasia Voynova | Russia        | +0.385 |      |
| 4         | Sára Kaňkovská    | Rep. Ceca     | +0.658 |      |
| 5         | Yuka Kobayashi    | Giappone      | REL    | REL  |
| –         | Ma Wing Yu        | Hong Kong     | DNF    | DNF  |

#### Batteria 2
| Posizione | Atleta              | Nazione     | Gap    | Note |
| --------- | ------------------- | ----------- | ------ | ---- |
| 1         | Simona Krupeckaitė  | Lituania    |        | Q    |
| 2         | Shanne Braspennincx | Paesi Bassi | +0.030 | Q    |
| 3         | Mathilde Gros       | Francia     | +0.085 |      |
| 4         | Martha Bayona       | Colombia    | +0.244 |      |
| 5         | Luz Gaxiola         | Messico     | +0.423 |      |
| 6         | Kayono Maeda        | Giappone    | +1.474 |      |

#### Batteria 3
| Posizione | Atleta              | Nazione       | Gap    | Note |
| --------- | ------------------- | ------------- | ------ | ---- |
| 1         | Lee Wai Sze         | Hong Kong     |        | Q    |
| 2         | Katy Marchant       | Gran Bretagna | +0.024 | Q    |
| 3         | Stephanie Morton    | Australia     | +0.136 |      |
| 4         | Madalyn Godby       | Stati Uniti   | +0.155 |      |
| 5         | Emma Cumming        | Nuova Zelanda | +0.165 |      |
| 6         | Laurine van Riessen | Paesi Bassi   | +0.216 |      |

#### Batteria 4
| Posizione | Atleta           | Nazione       | Gap    | Note |
| --------- | ---------------- | ------------- | ------ | ---- |
| 1         | Nicky Degrendele | Belgio        |        | Q    |
| 2         | Lyubov Shulika   | Ucraina       | +0.231 | Q    |
| 3         | Natasha Hansen   | Nuova Zelanda | +0.242 |      |
| 4         | Helena Casas     | Spagna        | +0.350 |      |
| 5         | Miglė Marozaitė  | Lituania      | +0.390 |      |
| –         | Daria Shmeleva   | Russia        | REL    | REL  |

### Ripescaggio
La vincitrice di ogni batteria si qualifica per il secondo turno.

#### Batteria 1
| Posizione | Atleta            | Nazione       | Gap    | Note |
| --------- | ----------------- | ------------- | ------ | ---- |
| 1         | Helena Casas      | Spagna        |        | Q    |
| 2         | Kayono Maeda      | Giappone      | +0.109 |      |
| 3         | Anastasia Voynova | Russia        | +0.161 |      |
| 4         | Emma Cumming      | Nuova Zelanda | +0.661 |      |

#### Batteria 2
| Posizione | Atleta        | Nazione     | Gap     | Note |
| --------- | ------------- | ----------- | ------- | ---- |
| 1         | Luz Gaxiola   | Messico     |         | Q    |
| 2         | Madalyn Godby | Stati Uniti | +0.065  |      |
| 3         | Ma Wing Yu    | Hong Kong   | + 0.176 |      |
| –         | Mathilde Gros | Francia     | REL     | REL  |

#### Batteria 3
| Posizione | Atleta           | Nazione   | Gap    | Note |
| --------- | ---------------- | --------- | ------ | ---- |
| 1         | Daria Shmeleva   | Russia    |        | Q    |
| 2         | Martha Bayona    | Colombia  | +0.050 |      |
| 3         | Stephanie Morton | Australia | +0.103 |      |
| 4         | Yuka Kobayashi   | Giappone  | +0.176 |      |

#### Batteria 4
| Posizione | Atleta              | Nazione       | Gap    | Note |
| --------- | ------------------- | ------------- | ------ | ---- |
| 1         | Laurine van Riessen | Paesi Bassi   |        | Q    |
| 2         | Natasha Hansen      | Nuova Zelanda | +0.095 |      |
| 3         | Sára Kaňkovská      | Rep. Ceca     | +0.156 |      |
| 4         | Miglė Marozaitė     | Lituania      | +0.207 |      |

### Secondo turno
Si qualificano per la finale i primi tre atleti di ogni batteria, gli altri 3 si qualificano per la finale di consolazione.

#### Batteria 1
| Posizione | Atleta              | Nazione       | Gap    | Note |
| --------- | ------------------- | ------------- | ------ | ---- |
| 1         | Kristina Vogel      | Germania      |        | Q    |
| 2         | Nicky Degrendele    | Belgio        | +0.148 | Q    |
| 3         | Shanne Braspennincx | Paesi Bassi   | +0.164 | Q    |
| 4         | Katy Marchant       | Gran Bretagna | +0.214 |      |
| 5         | Helena Casas        | Spagna        | +2.499 |      |
| 6         | Daria Shmeleva      | Russia        | +3.898 |      |

#### Batteria 2
| Posizione | Atleta              | Nazione       | Gap    | Note |
| --------- | ------------------- | ------------- | ------ | ---- |
| 1         | Laurine van Riessen | Paesi Bassi   |        | Q    |
| 2         | Simona Krupeckaitė  | Lituania      | +0.101 | Q    |
| 3         | Lee Wai Sze         | Hong Kong     | +0.148 | Q    |
| 4         | Lee Hye-jin         | Corea del Sud | +0.192 |      |
| 5         | Lyubov Shulika      | Ucraina       | +0.339 |      |
| 6         | Luz Gaxiola         | Messico       | +0.453 |      |

### Finali

#### Finale di consolazione
| Posizione | Atleta         | Nazione       | Gap    | Note |
| --------- | -------------- | ------------- | ------ | ---- |
| 7         | Lyubov Shulika | Ucraina       |        |      |
| 8         | Lee Hye-jin    | Corea del Sud | +0.154 |      |
| 9         | Katy Marchant  | Gran Bretagna | +0.250 |      |
| 10        | Helena Casas   | Spagna        | +0.257 |      |
| 11        | Daria Shmeleva | Russia        | +0.267 |      |
| 12        | Luz Gaxiola    | Messico       | +0.531 |      |

#### Finale per l'oro
| Posizione | Atleta              | Nazione     | Gap    | Note |
| --------- | ------------------- | ----------- | ------ | ---- |
| 1         | Nicky Degrendele    | Belgio      |        |      |
| 2         | Lee Wai Sze         | Hong Kong   | +0.086 |      |
| 3         | Simona Krupeckaitė  | Lituania    | +0.150 |      |
| 4         | Laurine van Riessen | Paesi Bassi | +0.171 |      |
| 5         | Shanne Braspennincx | Paesi Bassi | +0.207 |      |
| 6         | Kristina Vogel      | Germania    | +0.291 |      |